# Фёдоров, Михаил Иванович (писатель)
Михаил Иванович Фёдоров (род. 15 декабря 1953, Вологда) — русский писатель, адвокат.

## Биография
Родился в Вологде в семье военнослужащего. Отец — Иван Фёдорович Фёдоров (до смены фамилии в 1958 году Заднеулицын), полковник, заместитель командира соединения. Мать — Аполлинария Михайловна Фёдорова (в девичестве Стрекаловская), главный инженер Управления производственно-технической комплектации треста «Юговостокэлектромонтаж».
В 1969 году после участия в олимпиадах Михаил Фёдоров поступил в спецшколу-интернат физико-математического профиля при МГУ (колмогоровский интернат), который окончил в 1971 году. После окончания спецшколы-интерната в том же 1971 году сдал экзамены в Высшую Краснознамённую школу КГБ при Свете Министров СССР им. Ф. Э. Дзержинского, которую окончил в 1976 году. После работал инженером в НИИ математики при Воронежском государственном университете.
В 1979 году перешёл на комсомольскую работу и работал инструктором в Коминтерновском райкоме комсомола города Воронежа.
В 1980 году поступил на юридический факультет Воронежского государственного университета и в 1986 его окончил.
В 1984 году был направлен на работу в органы внутренних дел, где служил на должностях заместителя начальника медицинского вытрезвителя, заместителя командира роты милиции, дознавателя, следователя, инспектора отдела кадров областного управления.
Уволившись в 1989 году из органов внутренних дел, работал юрисконсультом в тепличном хозяйстве.
В 1990 году поступил на сценарный факультет Всесоюзного института кинематографии им. С. А. Герасимова, который окончил в 1996 году.
С 1994 по 1997 год работал юрисконсультом в Воронежском филиале Уралвнештогрбанка. С 1997 года член Воронежской коллегии адвокатов, заведующий адвокатской конторой. Осуществлял защиту сотрудников милиции по Долгоруковскому делу, монахини Марии, обвинённой в мошенничестве, директора Михайловского кадетского корпуса, обвинённого в халатности, и др.
Участвовал в передаче Карена Агамирова «Человек имеет право»[значимость факта?] на Московской студии радио «Свобода».
Живёт в Воронеже.

## Творчество
Автор романов, повестей, рассказов, очерков, опубликованных в журналах «Наш современник», «Москва», «Воин России», «Россияне», «Молодая гвардия», «Искатель», «Подвиг», «Полиция России», «Подъём», «Родная Ладога», «Вологодский лад», «Север», «Сура», «Дон», «Южная звезда» и др., а также книг, вышедших в московских издательствах «Вече» и «Искатель», в воронежских издательствах им. Е. А. Болховитинова, «Истоки», МП «Элист».
Автор многочисленных публикаций в газетах «Литературная газета», «Литературная Россия» и др.
Основатель и автор серии «Замечательные люди Воронежского края».

## Книги
- Ментовка: роман, повести, рассказы. — Москва: Вече: Персей: АСТ, 1995. — 528 с. — (Зона риска). — Содерж.: Роман: Ментовка. Повести: Призраки Борской пустыни; Канальские острова; Отпуск на край света. Рассказы: Диктант; Соломинка; Убийство в Оптиной… ISBN 5-7141-0118-9 (Вече); ISBN 5-88421-048-5 (Персей).
- Ментовка: почти детективный роман. — Воронеж: Издательство ТОО МП «Элист», 1995. — 240 с. ISBN 5-87172-015-3
- Рыканский поворот: роман, повести, рассказы. — Воронеж: Издательство ТОО МП «Элист», 1996. — 416 с. — Содерж.: Роман: Пузыри на воде. Повести: Рыканский поворот; Легионеры трясины; Сладкая кража. Рассказы: Круглая двоечница; По дороге в Чечню. ISBN 5-87172-032-3
- Пусти ме да гинем… : роман, повести, рассказы. — Воронеж : Истоки, 1999. — 324 с. — Содерж.: Роман: Пусти ме да гинем… Повести: В зафлаженном круге; Зелёная пурга. Рассказы: Ямалочка; Крепостная девка; Тошка; Хоперский Чикатило; Стольник; Лаух Кривоборский; Горячка. ISBN 5-88242-123-3
- Легионеры трясины: роман, повести, рассказы. — Воронеж: Издательство им. Е. А. Болховитинова, 2003. — 456 с. — Содерж.: Роман: Пузыри на воде… Повести: Рыканский поворот; Белая ворона; Легионеры трясины; Сладкая кража. Рассказы: Круглая двоечница; По дороге в Чечню. ISBN 5-87456-377-6
- Ментовка: роман, повести, рассказы. — Воронеж: Издательство им. Е. А. Болховитинова, 2003. — 520 с. — Содерж.: Роман: Ментовка. Повести: Призраки Борской пустыни; Канальские острова; Отпуск на край света. Рассказы: Диктант; Соломинка; Убийство в Оптиной. ISBN 5-87456-356-3
- Ноль-один, ноль-два, ноль-три: роман, повесть, рассказы, хроники. — Воронеж: Издательство им. Е. А. Болховитинова, 2003. — 596 с. — Содерж.: Роман: Пусти ме да гинем. Повесть: Зелёная пурга. Рассказы: Ямалочка; Крепостная; Тошка; Хоперский Чикатило; Стольник; Лох; Горячка; Фотопортрет с кисой; Ванька-встанька; Аллах Акбар; Ключи-отмычки; Румяная Кося; Магарыч; Куриная слепота; Инопланетяне; Яблочный Карабах; Рыжий Марк; Красная книга; Причуды фортуны; Баркарола; Каникулы поневоле; Лапа Черномора; Пластилиновый папа; Пантерша; Единственное желание; Надежда; Ноль-один, ноль-два, ноль-три; Андрей Рублёв; Повестка; Подранки; Комментарий к колдовскому кодексу. Хроники: Хроники из времени Марии Спиридоновой. ISBN 5-87456-397-0
- Ментовка: роман, повести, рассказы. — Воронеж : Издательство им. Е. А. Болховитинова, 2004. — 520 с. — Содерж.: Роман: Ментовка. Повести: Призраки Борской пустыни; Канальские острова; Отпуск на край света. Рассказы: Диктант; Соломинка; Убийство в Оптиной.
- Пёстрые вёрсты: рассказы, киносценарий. — Воронеж : Издательство им. Е. А. Болховитинова, 2004. — 336 с. — Содерж.: Рассказы: Пёстрые вёрсты; Из зимы в лето; Галиевская горка; Алексеевский шок; Кругосветка; Амурныйгон; ДТП; Воронежская Афина; Террористка; Бестия; Стрелка писателей; Барышня-боярышня; Байка о генерале; Крещенские морозы; Кактусы-фикусы; Торжество бурёнки; Чижовский дух. Киносценарий: Канальские острова. ISBN 5-87456-416-0
- Ольга Алмазова. — Воронеж: Воронежская областная типография — Издательство им. Е. А. Болховитинова, 2008. — 798 с. — Содерж.: Роман: Ольга Алмазова. Повести: Герой нашего времени; Любо, Дубоссары! Хроники: Дело поверенных. Рассказы: Ненаписанное письмо Новикова; Лампа Аладдина; Иванчо; Анапский изгнанник; Умница-красавица; Разговор двух глухих; Непобедимая Настя; Язычники; Будрица-пудрица; Божий промысел; Прибыльное дело подполковника Лимонова; Снегурочка; Пожизненное заключение; 6-84; Анапский зной; Негодяй, «козлы» и редактор; У тебя умирала мама? ISBN 978-5-874566654
- «Громкие» дела писателей: [«громкие» дела, лики писателей, рассказы, очерки, рецензии]. — Воронеж : Воронежская областная типография — Издательство им. Е. А. Болховитинова, 2009. — 446 с. — Содерж.: «Громкие» дела: Дело Леонида Завадовского; Дело Бориса Пескова; Дело Николая Романовского; Дело Эртелевой усадьбы; Дело Осипа Мандельштама; Дело Юрия Воищева; Дело Павла Мелехина; Дело Владимира Гордейчева; Дело Леонида Каробкова; Дело Виктора Папова; Дело Геннадия Луткова; Дело Вячеслава Дегтева. Лики писателей: Максим Подобедов; Ольга Кретова; Михаил Сергиенко; Георгий Воловик; Евгений Люфанов; Алексей Шубин; Юрий Воищев; Евгений Титаренко; Леонид Каробков. Рассказы и очерки : Эл; Культура общения; Врезчики; Духовный брат Фёдора Рыбалкина; Лера-наркоманка; Монеты императора Нерона; Видное незавидное; Женские штучки; Демьян против Демьяна; Горагорский перевал; Жестокий барьер; Юность поскрёбыша (О юности художника Ивана Крамского); Владимир Фирсов; Урок поэта (О воронежских стихотворениях Осипа Мандельштама); Честный мент; Счастливый конец. ISBN 978-5-87456-795-8
- Пузыри на воде: роман, повесть. — Москва : ООО «Книги „Искателя“», 2009. — 319 с. — (Детективы «Искателя»). — Содерж.: Роман: Пузыри на воде. Повесть: Пусти ме да гинем. ISBN 978-5-94743-694-5
- Сестра милосердия: повести. — Москва : Вече, 2010. — 384 с. — (Военные приключения). — Содерж.: Повести: Сестра милосердия; На погибель. ISBN 978-5-9533-4872-0
- Сестра милосердия из Гудауты: проза, публицистика, критика. — Воронеж : Воронежская областная типография — Издательство им Е. А. Болховитинова, 2011. — 794 с. — Содерж.: Повесть: Сестра милосердия из Гудауты; Дневник: Абхазский дневник (Освобождение; Комбат Адлейба; Патико — отец Ролана; Ролан из батальона «Горец»; Художник Виталий Киут; Незабываемая экскурсия); Беседы: Земная душа (Беседы о жизни и литературе с Егором Исаевым); Рассказы и наблюдения: Сор из избы; Под дых!; Осколок в сердце; Закусив удила; Пропащие души; Семидесятилетие нарцисса; Родина; Телешоу на крови; Фейерверк безответственности; «Есть женщины в русских селениях…»; В память о Светлане Фёдоровне; Сирота; Гимн женщине; Соборяне; Немой председатель; Чья бы корова мычала; Почётный гражданин города; Тихоня-орденоносец; Фига в кармане; Фуфло. Писательские зарисовки: Плевок; Поэт в памперсах; Нарцисс и др. Воспоминания: Родня; Рассказ тёти; Рассказ дяди; Самуил и Макс Вайс; Матриархат; Ведьма. ISBN 978-5-87456-938-9
- «Громкие» дела писателей: «громкие» дела, лики писателей, рассказы, очерки, писательские зарисовки, рецензии. — 2-е изд., доп. — Воронеж : Воронежская областная типография — издательство им Е. А. Болховитинова, 2012. — 674 с. — Содерж.: «Громкие» дела: Дело Леонида Завадовского; Дело Бориса Пескова; Дело Николая Романовского; Дело Эртелевой усадьбы; Дело Осипа Мандельштама; Дело Юрия Воищева; Дело Павла Мелехина; Дело Владимира Гордейчева; Дело Леонида Каробкова; Дело Виктора Папова; Дело Геннадия Луткова; Дело Вячеслава Дегтева. Лики писателей: Максим Подобедов; Ольга Кретова; Михаил Сергиенко; Георгий Воловик; Евгений Люфанов; Алексей Шубин; Юрий Воищев; Евгений Титаренко; Леонид Каробков. Рассказы и очерки: Эл; Культура общения; Врезчики; Духовный брат Фёдора Рыбалкина; Лера-наркоманка; Монеты императора Нерона; Видное незавидное; Женские штучки; Демьян против Демьяна; Горагорский перевал; Жестокий барьер; Юность поскребыша (О юности художника Ивана Крамского); Владимир Фирсов; Урок поэта (О воронежских стихотворениях Осипа Мандельштама); Честный мент; Счастливый конец (состоит из: Премия имени Нудякова; Презентация классика; Почётный профессор; Увековечение); Стрелка писателей; Пожизненное заключение; Негодяй, «козлы» и редактор; Осколок в сердце; Семидесятилетие нарцисса; Немой председатель; Чья бы корова мычала; Почётный гражданин города; Тихоня-орденоносец; Фуфло (О поэте Евгении Новичихине); Фига в кармане (О поэте Викторе Будакове); Дело Ивана Евсеенко; Усманские истории; Дело жены писателя Завадовского. Писательские зарисовки: Как Нудяков название книжки выбирал; Крикливый Евсей; Поэт в памперсах и др. ISBN 978-5-4420-0069-6
- Человек Чернозёма: роман, воспоминания, повести, рассказы. — Воронеж : Воронежская областная типография — Издательство им Е. А. Болховитинова, 2012. — 992 с. — Содерж.: Роман: Человек Чернозёма. Воспоминания: Рассказ Погрешаева; Рассказ Шитикова; Рассказ Никифорова; Рассказ Кузнецовой; Рассказ Борисовой; Рассказ Гончарова; Рассказ Дибцева. Повести: Отец писателя; Дело №…; Православный адвокат. Рассказы: Меняется время (День ангела Патриарха); Казачьи хождения по мукам; Благодать Божья; Семейные дрязги; Тамбовский «лось»; Несостоявшийся миллионер; Письмо сестре; Годовщина. ISBN 978-5-4420-0069-6
- Солдат правды: жизнеописание, повести, рассказы, киносценарий, писательские записки, рецензии. — Воронеж : Воронежская областная типография — Издательство им. Е. А. Болховитинова, 2013. — 554 с. — Содерж.: Жизнеописание: Солдат правды (Жизнь Юрия Гончарова, рассказанная им самим). Повести: Мокрая зима в Сочи; Камера обскура. Рассказы: Дядя Коля; Война и мир майора Капиносова; Беглец; Шкалик; Покайся!; Кукиш; Машук; На благо России; Премия; Песчаный лог; История одного рассказа; Холодный год; Чехов из Неровнивки; И лег солдат в свою могилу (О прощании с Юрием Гончаровым); Ушёл солдат памяти русской (О прощании с Егором Исаевым); Поэт природы (О прощании с Василием Песковым). Киносценарий: Звенят родники Хохольские. Писательские зарисовки: Приблудный «поэт»; Свой в доску…; Фига; Новичихинщина; Будаковщина и др. ISBN 978-5-4420-0242-3
- Дело поверенных: хроники. — Воронеж : Воронежская областная типография — Издательство им. Е. А. Болховитинова, 2014. — 236 с. — Содерж.: Хроника первая. Немировский; Хроника вторая. Кольцов; Хроника третья. Майзель; Хроника четвёртая. Фёдоров; Хроника пятая. Введенский; Хроника шестая. Сосин; Хроника седьмая. Израэль. Фотоальбом. ISBN 978-5-4420-0322-2
- Плодородный человек Егор Исаев: беседы, рассказ, фотоальбом. — Воронеж : Воронежская областная типография — Издательство им Е. А. Болховитинова, 2014. — 512 с. — Содерж.: Беседы: Плодородный человек Егор Исаев. Рассказ: Ушёл солдат памяти русской. ISBN 978-5-4420-0287-4
- Почётный гражданин: рассказы: фотоальбом. — Воронеж: Воронежская областная типография — Издательство им. Е. А. Болховитинова, 2014. — 144 с. — Содерж.: Рассказы: Художник от Бога; По дороге в Чигорак. Фотоальбом. ISBN 978-5-4420-0309-3
- Ролан Алан: воспоминания, рассказы, фотоальбом. — Воронеж : Воронежская областная типография — Издательство им. Е. А. Болховитинова, 2014. — 218 с. — Содерж.: Воспоминания: Ролан — отважный сын Апсны; Патико — отец Ролана; Томас Джикирба; Беслан Шамба: Ира Авидзба; Зураб Жанава; Олег Шамба; Тото Аджапуа; Вианор Ашба; Нугзар Зарандия; Адлейба Русла; Аджинджал Георгий; Санчулия Наталья; Светлана Квиквиния. Рассказы: Некрополь; Патико Алан — мой друг. Фотоальбом: Ролан Алан; Корни рода Ролана; Фёдоровы — друзья Абхазии, Патико и Ролана Алан. ISBN 978-5-4420-0326-0
- Троепольские: от отца к сыну. — Воронеж : Воронежская областная типография — Издательство им Е. А. Болховитинова, 2014. — 627 с. ISBN 978-5-4420-0275-1
- Александр Сухарев: жизнеописание, беседа, воспоминания, фотоальбом. — Воронеж : Воронежская областная типография — Издательство им. Е. А. Болховитинова, 2015. — 368 с. — (Замечательные люди Воронежского края). — Содерж.: Жизнеописание: Рассказ Генерального прокурора. Беседа: Встреча в октябре. Воспоминания: Коллеги о Сухареве; Воспоминания родственников. Фотоальбом: В трудах и заботах; Дороги и встречи; Штаб единомышленников; В гостях у конструктора ракетных двигателей; Семья Сухаревых; По родным местам; Сухареву 85 лет; Родной дом; Сухарев действительный государственный советник юстиции; Александр Яковлевич вспоминает; Сухареву за 90! ISBN 978-5-4420-0349-9
- Василий Панин: жизнеописание, беседы, воспоминания, фильмы, сценарии, фотоальбом. — Воронеж : Воронежская областная типография — Издательство им. Е. А. Болховитинова, 2015. — 772 с. — (Замечательный люди Воронежского края). — Содерж.: Жизнеописание: Сын Малой и Великой родины : Свидание на ВДНХ; Рождение. Отец на фронте; Война глазами шестилетки; Трагедия в соседнем доме; Возвращение отца. Родня; Школьная пора; ВГИК. Поездка в Щепкинское училище; Служба на флоте. Щепкинское училище; ЧП на даче. Воскресенск; ДК имени Чкалова. ГИТИС; Союз кинематографистов. Высшие режиссёрские курсы; Второй режиссёр «Мосфильма». Лисициан. Солнцева; Партийное поручение. Ларионова и Рыбников; Молодёжная студия. Ёла Санько; Навет; «Ты свою биографию возьми. Вот сценарий!»; Поддержка Бондарчука. Сизов Николай Тимофеевич; Смоктуновский. Доронина. Пиотровский. Исаев; «Летят утки». На юбилее в Центральном доме литераторов. На Малую Родину. Встреча на Ордынке. Несостоявшаяся встреча. Беседа у музея. Встреча в Центральном доме литераторов. Встреча с младшей сестрой Василия Панина. Встреча со старшей сестрой Василия Панина. Встреча в Чертовицке. Беседа с одноклассницей. Встреча с Лавлинским. Древний очаг жизни. Фильмы Василия Панина : Фильм «Старый знакомый»; Фильм «Чиполлино»; Фильм «Море улыбнулось»; Фильм «Звезды России»; Фильм "Человек на полустанке; Фильм «Певучая Россия»; Фильм «Захочу — полюблю»; Фильм «Исчадье ада»; Фильм «Господа артисты»; Фильм «Бульварный роман»; Фильм «Несравненная»; Фильм «На заре туманной юности»; Фильм «Опять надо жить»; Фильм «Ночь на кордоне»; Фильм «Покаянная любовь»; Фильм «На реке Девице»; Другие фильмы Василия Панина. Неснятые фильмы Василия Панна : Фильм об Игоре Славянове; Фильм «А было это в Париже»; Фильм о Малой Родине «Звенят родники хохольские» (Сценарий фильма); Фильм о Иване Крамском «Муза Крамского» (Сценарий фильма). Фотоальбом: Школьная пора; Драматический театр; Училище имени Щепкина; ГИТИС; ДК имени Щепкина; Высшие режиссёрские курсы; Союз кинематографистов; Студия-театр «На Мосфильмовской»; Устный журнал; На «Мосфильме»; Кинорежиссёр Василий Панин; Памятные встречи; Василий Панин и Евгений Дога; Василий Панин и Любовь Соколова; Василий Панин, Николай Рыбников, Алла Ларионова; Василий Панин и Юрий Соломин; Василий Панин и Евгений Моргунов; Василий Панин и Егор Исаев; Василий Панин и Генрих Сечкин; На отдыхе и в путешествии; На Воронежской земле; Родня. ISBN 078-5-4420-0392-5
- Стефан Домусчи : рассказы : фотоальбом. — Воронеж : Воронежская областная типография — Издательство им. Е. А. Болховитинова, 2015. — 262 с. — (Замечательные люди Воронежского края). — Содерж.: Рассказы: Художник от Бога; По дороге в Чигорак; Многая лета, батюшка!; Передвижник из Борисоглебска; Соломинка; Андрей Рублёв. Фотоальбом. ISBN 978-5-4420-0368-0
- Гавриил Троепольский : роман, рассказы, воспоминания, путешествия, фотоальбом. — Воронеж : Воронежская областная типография — Издательство им. Е. А. Болховитинова, 2016. — 918 с. — (Замечательные люди Воронежского края). — Содерж.: Роман: Гавриил Троепольский. Источники. Приложения: Конкурс рисунка; Встреча с художником большой жизненной правды; 85-летие Троепольского; Слово главного редактора журнала «Наш современник» С. В. Викулова; Слово кинорежиссёра С. И. Ростоцкого; Вячеслав Тихонов; Священник Разумов; Письмо Тютиной; Светлана Ратмирова; Памятная доска Троепольскому в Воронеже; Памятники Биму и Троепольскому; Новоспасовка; Русаново; По памятным местам Троепольских; Алёшки; Махровка; Памятная доска Троепольскому всем миром; Мишка — стерлядник; Рассказ Аббасова; Рассказ Тарасова . Фотоальбом : Фотографии Гавриила Троепольского; Фотографии Кубанева и Гамова; Фотографии родни Троепольского. ISBN 078-5-4420-0476-2
- Егор Исаев : беседа, рассказы, воспоминания, фотоальбом. — Воронеж : Воронежская областная типография — Издательство им. Е. А. Болховитинова, 2016. — 632 с. — (Замечательные люди Воронежского края). — Содерж.: Плодородный человек Егор Исаев (встречи с поэтом). Ленинская премия. За достоинство! Выступление Исаева на Всемирном Русском Народном Соборе. Последняя встреча с воронежцами. Ушёл солдат памяти русской. На Родине Суворина и Исаева. Эльза Пак. Презентация книги. Памятник. Панин об Исаеве. Ольга Григорьевна Яншина. Александр Голубев. Поездка в Коршево. Произведения Егора Исаева. Публикации о жизни и творчестве Егора Исаева. Фотоальбом: Егор Исаев; Коршево; Егор Исаев читает стихи; Переделкино; На 80-летии журнала «Подъём»; Любимы санаторий; В Вислом; Близкие; Последнее обращение к воронежцам; Прощание с Егором Исаевым; Егора Исаева знали, знают и будут знать. ISBN 978-5-4420-0454-0
- На полях Гражданской… (Записки жены белогвардейского генерала) : роман / Михаил Фёдоров. — М. : Вече, 2019. — 384 с. — (Офицерский роман. Честь имею). ISBN 978-5-4484-0978-3
- Василий Песков. Том 1. — Воронеж : Воронежская областная типография — Издательство им. Е. А. Болховитинова, 2019. — 672 с. — (Замечательные люди Воронежского края). — Содерж.: Жизнь Пескова : Родом из Орлово; Крестьянское детство и юность; Начало — в «Молодом коммунаре»; В «Комсомолке»; Годы Комсомольские. Георгий Жуков; Любимое окно в природу Пескова — его рубрика; «Маленький родник»; Другое окно в природу Пескова — телепередача «В мире животных». Замор рыбы в Воронеже; Олимпийский Мишка; Защита охотоведа; Писатель Песков; «… под шорох осенних листьев»; Персональный пенсионер. «Окно в природу» в пятничном выпуске; Песков и президент России; Крестный отец Кологривского заповедника. Зависшее дело; С любовью к тысячам корреспондентов. Пожар в «Комсомолке»; Родня и будни. Памятное место; Инсульт. Камень в поле; Последняя песня; Провожала его «Комсомолка», родные и почитатели. Траурный митинг; «Комсомолка» чтит своего собкора. Память народная множится. Соратники : Николай Дроздов «Мой друг и учитель»; Новый дед «Мазай»; Моя жена «Комсомолка». Встреча на ВДНХ; Разговор в «Комсомолке»; Художник с 1-го Ямского; Петр Кораблинов: «Мой отец — учитель Василия Пескова». ISBN 978-5-4420-0723-7
- Василий Песков. Том 2. — Воронеж : Воронежская областная типография — Издательство им. Е. А. Болховитинова, 2019. — 752 с. — (Замечательные люди Воронежского края). — Содерж.: Соратники : Друг Московского зоопарка; Не в службу, а в дружбу; Директором заповедника служил двадцать шесть лет; Василий Песков: Много у меня зоопарков любимых, но родной — в Воронеже; Друг Пескова — хранитель заповедника; Прямой человек; Песков «В гостях и дома»; Потрава рыбы на Воронежском водохранилище; Рассказ донского сомолова; От Андрея Коткина; Очень теплый человек; «Это Аддис Абеба?»; Дом на Верхней Масловке; Рассказ жены фотокора Бровашова; «Шлеп хороший, а куру нет»; Рассказ бывшего редактора «Молодого коммунара». Закрытие газеты. Малая Родина: Дом на улице Дружбы (ранее Жданова); Родное Ракитино; Песковцы; Одноклассница Александра Прохорова; Одноклассница Шура Сушкова; Одноклассница Нина Локтева; Бывшая пионерка Раиса Андреещева; Пионервожатая Тресвятской школы; Сочинение девятиклассника. Родня: «Мой брат, Васятка»; Мой брат Вася «Лимонадник»; На малую Родину; Учительница Мария Пескова; Елена Кулагина; Дочь Татьяна. Прощание : Поэт природы. Память : Камень с видом на Кагановку; Музей в Тресвятской школе; Самая большая награда; Сквер в центре Орлово; Первая ласточка в Москве; Пятый год памяти Пескова; Доска на улице Дружбы. «Подарки» после памяти : «Подарок» Василию Пескову, или как писалась книга «Самородок»; Кто истинные авторы главки «В поисках ветряков» из книги «Самородок»; «Воз и поныне там…»; Насмешка над Песковым и…; Обещалкин. Фотоальбом : Песков на Камчатке. Фотографии Жилина; Песков в Воронежском зоопарке. Фото из архива зоопарка; Песков в «Молодом коммунаре». Фото Калугина; Песков в гостях у Бровашова и в поездках с ним. Фото Бровашова; Отец Пескова; Старшая сестра Пескова; Дочь Пескова. Фото Киреевой; Автографы Пескова читателям в Семилуках. Благодарности : Благодарности; О людях, мешавших написанию книги; Использована литература. ISBN 978-5-4420-0722-0
- Георгий Воскресенский : беседа, съезд адвокатов, фотоальбом. — Воронеж : Воронежская областная типография — Издательство им. Е. А. Болховитинова, 2019 . — 472 с. — (Выдающиеся юристы России). — Содерж.: Беседа: Корни; Учеба; В адвокатуру; Заведующий консультацией; Заместитель председателя президиума коллегии; Дима Якубовский; Хлопоты заместителя председателя президиума; Адвокат Макаров; Дело стукачки; Председатель президиума коллегии; Каратаевщина; Союз адвокатов СССР; Адвокат Воскресенский; Адвокаты Резник, Шаров, Калитвин, Падва, Галоганов, Боровков, Живина; Близкие; Музей адвокатуры, или коллекция и награды Георгия Воскресенского. Съезд адвокатов : Протокол заседания организационного комитета по созданию Ассоциации адвокатов СССР; Президиум учредительного съезда по созданию Ассоциации адвокатов СССР; Стенограмма учредительного съезда Союза адвокатов СССР; Справка о работе Правления Союза адвокатов СССР за 1989—1992 годы. Фотоальбом Международного Союза (Содружества) адвокатов : Научно-практическая конференция в Тунисе; Научно-практическая конференция в Италии; Заседание правления Международного Союза (Содружества) адвокатов в Крыму; Научно-практическая конференция в Португалии; Научно-практическая конференция в Ирландии; Заседание Президиума Международного Союза (Содружества) адвокатов в Молдавии; Научно-практическая конференция в Марокко; Научно-практическая конференция в Индии; Совместное заседание Спилки адвокатов Украины и Международного Союза (Содружества) адвокатов; Научно-практическая конференция в Германии; Научно-практическая конференция в Узбекистане; Научно-практическая конференция во Франции; Научно-практическая конференция в Китае; Научно-практическая конференция в Минске; Научно-практическая конференция в Германии; Научно-практическая конференция в Ленинграде; Научно-практическая конференция в Швеции-Норвегии; Научно-практическая конференция в Северной Италии; Научно-практическая конференция в Греции; Научно-практическая конференция во Вьетнаме; Научно-практическая конференция в Словении; Научно-практическая конференция в Швейцарии; Научно-практическая конференция в Испании; Научно-практическая конференция в Черногории; Научно-практическая конференция в Германии. ISBN 978-5-4420-0776-3
- Роман Филипов. — Воронеж : Воронежская областная типография — Издательство им. Е. А. Болховитинова, 2019. — 416 с. — (Замечательные люди Воронежского края). — Содерж.: «Это вам за пацанов!»; Служба и семья Героя; Фотоальбом. ISBN 978-5-4420-0732-9
- Внукам Софийке и Платоше. Том 1. — Воронеж : Воронежская областная типография — Издательство им. Е. А. Болховитинова, 2020. — 368 с. — Содерж.: Вступление. Родня (Рассказ дедушки Миши, написанный в 2009 году) : Часть первая. Материнская линия; Часть вторая. Отцовская линия; Часть третья. Мои родители; Часть четвертая. Фёдоровы; Дополнение к Родне. Мои писательские работы. Рассказ бабушки Тани : Корни; Детство в Печерске; Балет. Начальная школа. Утрата; Средняя школа. Гимнастика; Институт. Завод «Вулкан»; Комсомольский вожак; Райком и Обком комсомола; Байкало-Амурская магистраль; Москва-Киев; 29 апреля. Дети; Завод электровакуумных приборов; Мыкания по работам. Хлопоты дома; Военный институт радиоэлектроники; Высшее военное авиационное инженерное училище; Юбилей; Фильм юбиляру; Продолжение юбилея; Кадастровая палата. Рассказы дедушки Бори : Соратник Лазо дед Михаил; Дед Маковей; Бабка Хавронья; Отец; Юность; Школьник и курсант; Распределение; Служба у ракетчиков и учеба в Куйбышевке; Служба у строителей; Рождение дочери; Лаос (1985—1989); На Арбате (1989—1997); Генерал; Индия (1997—2003); Увольнение; Учиться управлять. Бабушка Галя : Корни; Михаил Матвеевич Исаев; Жена военного; Юбилей Галины Михайловны. ISBN 978-5-4420-0798-5
- Герои Сирии. Символы российского мужества. — М. : Вече, 2020. — 432 с. : ил. — (Войны XXI века). — Содерж. : Роман Филипов; Александр Прохоренко; Марат Ахметшин; Ряфат Хабибуллин; Олег Пешков; Константин Мурахтин; Дмитрий Линник. ISBN 978-5-4484-1908-9
- Василий Панин. Том 2. — Воронеж : Воронежская областная типография — Издательство им. Е. А. Болховитинова, 2021. — 800 с. — (Замечательные люди Воронежского края). — Содерж.: Жить рядом с ним — это дышать на меловых отрогах Балдая: Творческий вечер; Банкет. Разговор с Паниным. 7 января 2016 года. В гостях у Панина. 27 и 28 января 2016 года. Разговор с оператором Климачевым. 28 января 2016 года. Телефонный разговор с Паниным. 19 февраля 2016 года. Телефонный разговор с Паниным. 23 февраля 2016 года. Встречи на Воронежской земле. 2 марта 2016 года. Выставка «Воронеж и кино». Март 2016 года. В гостях у Панина. 10 марта 2016 года. Два слова. 24 марта 2016 года. Презентация в исаевской библиотеке. 24 марта 2016 года. Телефонный разговор с Паниным. 25 марта 2016 года. Встреча в Центральном доме работников искусств. 3 апреля 2016 года. У Панина в гостях. 11 мая 2016 года. Встреча в библиотеке киноискусства, или Один день из жизни кинорежиссера Василия Панина. 7 июля 2016 года. У Панина 20-21 сентября 2016 года. У Панина. 4 октября 2016 года. У Панина. 23 ноября 2016 года. Поселок имени Фиделя Кастро. 10 декабря 2016 года. У Панина в гостях. 12 декабря 2016 года. Поздравление с Новым годом. 31 декабря 2016 года. Приглашение на юбилей фильма. 21 января 2017 года. У Панина. 14 февраля 2017 года. У Панина. 6 мая 2017 года. Разговор с Паниным по телефону. 28 мая 2017 года. Разговор с Паниным. 7 июня 2017 года. Редактор журнала «Наш современник» Зотов в гостях у Панина. 27 июня 2017 года. Станислав Зотов. Судьба русского режиссера. Просьба Василия Панина. Телефонный разговор с Паниным под Новый год. 31 декабря 2017 года. Телефонный разговор с Паниным. 29 января 2018 года. У Панина. 5 марта 2018 года. Олег Анофриев. Семьдесят лет назад. У Панна. 12 июля 2018 года. Василий Панин : нынешнее и прошлое : Глава первая. Сентябрьский приезд Василия Панина в Воронеж. 9-16 сентября 2018 : Часть первая. На радио «Губерния»; Часть вторая. Запись телестудии «Губерния»; Часть третья. На малой Родине. Глава вторая. Дело о придуманной «Контрреволюционной» организации в селе Хохол : День первый; День второй; День третий; День четвертый; День пятый; День шестой; День седьмой; День восьмой; День девятый. Планов громадье. Стихотворение Щипачева. Поздравление землякам. Последняя встреча с Паниным. 19 апреля 2018 года. «Обнимаю». Последний разговор с Паниным. 9 мая 2019 года. «Летят утки». Прощание с Василием Паниным. 3-5 июля 2019 года. «Не жалею, не зову, не плачу…» Сороковины Василия Панина. 10 августа 2019 года. Визит Анатолия Панина. 2 февраля 2020 года : Неожиданная новость; Последний разговор. Боткинская больница; Сообщение о смерти. Снятие пенсии. Завещания; Женат — не женат; Прощание без москвичей. Журнал. Памятник. «Василек», или Клуб друзей Василия Панина : Любимова о Панине; Любимова и Дога. Родина — Одесса; С Паниным. Одесса переполнена музыкой. Елена Дмитриевна Санько и ее дочь Ела. Пятницкий из Хохла. Василий Панин — член «Клуба 32». Увековечение. Книга Михаила Фёдорова «Василий Панин» как документально-художественная автобиография. Свидетельства и документы : Документы Панина; Поздравления; Документы фильма «Господа артисты»; Документы фильма «На заре туманной юности». Фотоальбом : Родные; Красавицы Панина. ISBN 978-5-4420-0889-0

## Статьи
Егор Александрович Исаев (поэт):
- Земная душа : (беседы о жизни и литературе с Егором Исаевым) // Дон. — Ростов-на-Дону, 2011. — № 3-4. — С. 163—255.
- Земная душа : (беседы с Егором Исаевым о жизни и литературе, записанные Михаилом Фёдоровым) // Роман-журнал XXI век. — Москва, 2011. — № 2 (144). — С. 6-19.
- Улица поэта Егора Исаева // Наш современник : литературно-художественный и общественно-политический ежемесячный журнал. — Москва, 2016. — № 10.
- Егор Исаев: Я всем обязан армии // Воин России. — Москва, 2016. — № 6. — С. 70-83.
- Воин памяти русской (К 90-летию со дня рождения Егора Исаева) // Берегиня. 777. Сова. — Воронеж, 2016. — № 1 (28). — С. 97-102.
- Воин памяти русской. К 90-летию Егора Исаева // Литературная газета. — Москва, 2016. — 27 апреля-3 мая (№ 17). — С. 7.

Владимир Иванович Фирсов (поэт):
- Владимир Фирсов «О корнях» : [воспоминания поэта Владимира Фирсова, записанные Михаилом Фёдоровым] // Братина. — Москва, 2012. — Вып. 1. — С. 181—194.

Гавриил Николаевич Троепольский:
- С миру по рублику [Как собирали деньги на памятную доску Троепольскому]. // Литературная газета. — Москва, 2016. — 6-12 апреля (№ 14). — С. 20.
- Человек Чернозёма : главы из романа // Берега. — Калининград, 2015. — № 6. — С. 59 — 80.
- Человек Чернозёма : главы из романа // Воин России. — Москва, 2015. — № 12. — С. 72 — 88.

Юрий Данилович Гончаров (писатель):
- Воронеж — спасение и нож : (Жизнь Юрия Гончарова, рассказанная им самим) // Второй Петербург. — Санкт-Петербург, 2013. — № 18. — С. 36-61 ; № 21. — С. 111—141.
- Солдат правды : (Жизнь Юрия Гончарова, рассказанная им самим Михаилу Фёдорову) // Евразийский форум : научный журнал. — Москва, 2014. — № 1 (6). — С. 106—143.

Василий Степанович Панин (кинорежиссёр):
- Юбилей Василия Панина. Год кино // Берега. — Калининград, 2016. — № 2. — С. 139—145.
- Жить рядом с ним — это дышать на меловых отрогах Балдая (Творческий вечер в Доме кино к 80-летию кинорежиссёра Василия Панина) // Евразийский форум : научный журнал. — Москва, 2016. — № 1 (8). — С. 132—154.
- Встреча с Василием Паниным и Евгением Дога // Берега. — Калининград, 2016. — № 3. — С. 149—157.
- Встреча в Центральном доме работников искусств // Берегиня. 777. Сова. — Воронеж, 2016. — № 2 (29). — С. 173—188.

## Избранные публикации
- Убийство в Оптиной : документальный рассказ // Россияне. — Москва, 1994. — № 9. — С. 82-92.
- Канальские острова : повесть // Россияне. — Москва, 1995. — № 11-12. — С. 78-101.
- Отпуск на край света : повесть // Урал. — Екатеринбург, 1996. — № 4. — С. 82-105.
- По дороге в Чечню: рассказ // Сельская молодежь. — Москва, 1997. — № 8. — С. 22-24.
- Куриная слепота: рассказ // Щит и меч. — Москва, 2000. — № 43 (761). — 26 окт. — С. 7.
- Хоперский Чикатило: рассказ // Пражские огни. — Прага, 2000. — № 5. — Приложение.
- Куриная слепота: рассказ // Российская юстиция. — Москва, 2001. — № 12. — С. 70-73.
- Единственное желание: рассказ // Роман-журнал XXI век. — Москва, 2002. — № 4 (40). — С. 100—101.
- Повестка: рассказ // Щит и меч. — Москва, 2002. — 18-24 июля (№ 28). — С. 7.
- Причуды фортуны: рассказ // Российская юстиция. — Москва, 2002. — № 8. — С. 59-60.
- Пусти ме да гинем…: роман // Север. — Петрозаводск, 2002. — № 11-12. — С. 8-66.
- Она была всего лишь гимназисткой: рассказ // Щит и меч. — Москва, 2003. — 6 — 12 февр. (№ 6). — С. 7.
- Пестрые версты: рассказ // Роман-журнал XXI век. — Москва, 2003. — № 10 (58). — С. 72-76.
- Ямалочка: рассказ // Север. — Петрозаводск, 2004. — № 11-12. — С. 62-71.
- Баркарола: рассказ // Сура. — Пенза, 2005. — № 2 (66). — С. 21-33.
- Ментовка: (почти детективный роман) // Воин России. — Москва, 2005. — № 4. — С. 3-30 ; № 5. — С. 22-52 ; № 6. — С. 6-31.
- Дело поверенных : хроники // Воин России. — Москва, 2006. — № 6. — С. 38-66 ; № 7. — С. 72-89.
- Казаки в Приднестровье // Наш современник. — Москва, 2007. — № 6. — С. 8-22.
- Любо, Дубоссары!: повесть // Роман-журнал XXI век. — Москва, 2007. — № 6 (100). — С. 47-61.
- Ольга Алмазова: повесть // Воин России. — Москва, 2007. — № 8. — С. 24-74 ; № 9. — С. 30-61 ; № 10. — С. 36-83.
- Правда-матка от Юрия Гончарова // Литературная Россия. — Москва, 2007. — 5 окт. — С. 16 ; 12 окт. — С. 16 ; 19 окт. — С. 16.
- Успела! Почтовый ящик: рассказы // Москва. — 2007. — № 7. — С. 96-104.
- Дело Владимира Гордейчева // Литературная Россия. — Москва, 2008. — 22 авг. — С. 15.
- Монеты императора Нерона: рассказ // Искатель. — Москва, 2008. — № 11. — С. 3-10.
- Ольга Алмазова: роман // Южная звезда. — Ставрополь, 2008. — № 3 (28). — С. 209—384 ; № 4 (29). — С. 236—384.
- Юность поскрёбыша: (рассказ о юности художника Ивана Крамского) // Роман-журнал XXI век. — Москва, 2008. — № 10-11 (116—117). — С. 84-95.
- Герой нашего времени: рассказ // Искатель. — Москва, 2009. — № 10. — С. 129—160.
- Дела воронежские: Дело Осипа Мандельштама ; Дело Леонида Завадовского ; Дело Эртелевой усадьбы ; Дело Геннадия Луткова // Дон. — Ростов-на-Дону, 2009. — № 3-4. — С. 226—248.
- Любо, Дубоссары!: повесть // Сура. — Пенза, 2009. — № 1 (89). — С. 9-46.
- Призраки Борской пустыни: (повесть) // Мир искателя. — Москва, 2009. — № 2. — С. 161—256.
- Снегурочка: рассказ // Подъём. — Воронеж, 2009. — № 1. — С. 144—148.
- Шуты гороховые: рассказ // Нижегородский адвокат. — Нижний Новгород, 2009. — № 11-12. — С. 36-38.
- Воронежские хроники // Южная звезда. — Ставрополь, 2010. — № 1 (34). — С. 23-81. — Содерж.: Литературный раб ; И тайное становится явным; История о вешалке ; Суд; «Омерта» ; О милосердии ; Несостоявшаяся дуэль.
- Крепостная: рассказ // Молодая гвардия. — Москва, 2010. — № 11-12. — С. 130—139.
- Фига в кармане: (заметки о поэте Викторе Будакове) // Парадный подъезд. — Санкт-Петербург, 2010. — № 41. — С. 27-30.
- Фуфло: (заметки о поэте Евгении Новичихине) // Парадный подъезд. — Санкт-Петербург, 2010. — № 41.- С. 24-26.
- Земная душа: (беседы с Егором Исаевым о жизни и литературе, записанные Михаилом Фёдоровым) // Роман-журнал XXI век. — Москва, 2011. — № 2 (144). — С. 6-19.
- Владимир Фирсов «О корнях»: [воспоминания поэта Владимира Фирсова, записанные Михаилом Фёдоровым] // Братина. — Москва, 2012. — Вып. 1. — С. 181—194.
- На родину Плевако: путевые заметки адвоката // Новая адвокатская газета. — Москва, 2012. — № 15 (128). — С. 16.
- Сестра милосердия из Гудауты : повесть // Подъём. — Воронеж, 2012. — С. 10-96.
- Из жизни военных: рассказы // Москва. — 2014. — № 12. — С. 88-103. — Содерж.: Прибыльное дело подполковника Лимонова ; Байка о генерале.
- Оскорбили память Суворина и Чехова: слово читателя // Наш современник. — Москва, 2014. — № 9. — С. 267—269.
- Плодородный человек Егор Исаев: беседы, рассказ, фотоальбом. — Воронеж: Воронежская областная типография — Издательство им Е. А. Болховитинова, 2014. — 512 с. — Содерж.: Беседы: Плодородный человек Егор Исаев. Рассказ: Ушёл солдат памяти русской.
- Под гусеницами оказался дом, в котором бывали Суворин и Чехов // Литературная газета. — Москва, 2014. — 10-16 сент. (№ 35). — С. 11.
- Камера обскура: рассказ // Подвиг. — Москва, 2015. — № 3. — С. 226—283.
- От блокадного Ленинграда до Байконура: (жизненный и ратный путь красноармейца Ивана Заднеулицына — отца писателя Михаила Фёдорова) // Подъём. — Воронеж, 2015. — № 7. — С. 205—214.
- На живца. В борьбе с наркотиками все средства хороши? // Литературная газета. — Москва, 2016. — 14-20 сентября (№ 36). — С. 20.
- С миру по рублику [Как собирали деньги на памятную доску Троепольскому]. // Литературная газета. — Москва, 2016. — 6-12 апреля (№ 14). — С. 20.